# Paçoca
 (juillet 2022).
Si vous disposez d'ouvrages ou d'articles de référence ou si vous connaissez des sites web de qualité traitant du thème abordé ici, merci de compléter l'article en donnant les références utiles à sa vérifiabilité et en les liant à la section « Notes et références ».

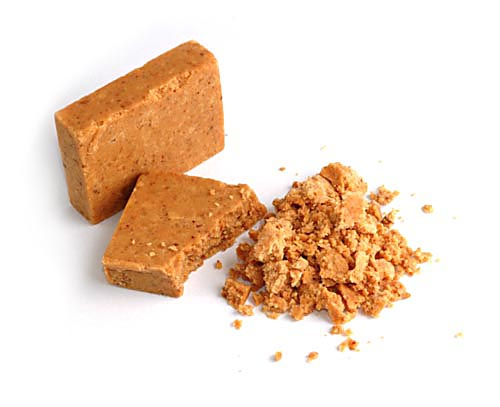
Paçoca

La paçoca est une friandise brésilienne à base de cacahuète, de farine de manioc et de sucre. Son nom vient du tupi et désignait un mets fait de viande séchée pilée avec de la farine de manioc.